# Kronobergs regementes detachement i Karlskrona
Kronobergs regementes detachement i Karlskrona (I 11 K) var ett infanteriförband inom svenska armén som verkade åren 1928–1939. Förbandsledningen var förlagd i Karlskrona garnison i Karlskrona.

## Historia
Genom försvarsbeslutet 1925 beslutades att Karlskrona grenadjärregemente skulle upphöra som självständigt förband och reducerades den 1 januari 1928 till ett detachement ingående i Kronobergs regemente. Detachementet utgjordes av Kronobergs regementes III. bataljon, med namnet Kronobergs regementes detachement i Karlskrona.
Inför 1936 års försvarsbeslut föreslog regeringen för riksdagen att Kronobergs regementes detachement i Karlskrona samt
Göta ingenjörkårs detachement i Karlskrona indragas. Riksdagen antog dock aldrig regeringens förslag, utan istället antogs oppositionens motion, vilket egentligen inte skilde sig nämnvärt från regeringens förslag om att avveckla och upplösa Kronobergs regementes detachement i Karlskrona. Detachementet och bataljonen kom därmed att avvecklas den 30 september 1939.

## Ingående enheter
Detachementet betecknades som III. bataljonen vid Kronobergs regemente och bestod av en detchementsstab, 9. kompaniet, 10. kompaniet och kulsprutekompaniet. Vid arméns regementsövningar 1928, organiserade detachementet en stab, fyra gevärskompanier, ett kulsprutekompani, ett signalkompani, en pionjärpluton och ett yrkeskompani.

## Förläggningar och övningsplatser
Detachementet övertog det kasernetablissementet som uppfördes i början av 1900-talet till Karlskrona grenadjärregemente. Kasernetablissementet ritades av Erik Josephson, en arkitekt som ritat en stor del av arméns kaserner i samband med indragningen av indelningsverket och flyttningen från exercishedar till kaserner i garnisonsstäderna. Planering och byggnation av kasernetablissementet i Gräsvik leddes dock av ingenjör Cruse. Kasernetablissementet är uppfört efter Fortifikationens typritningar för infanteriet. Medan kasernetablissementen för infanteriet vid denna tid uppfördes med tre kaserner kom kasernetablissementet i Gräsvik endast uppföras med två kaserner. Bakgrunden var att varje kasern rymde en bataljon och Karlskrona grenadjärregemente utgjordes endast av två bataljoner. Kasernetablissementet består i huvudsak av två kaserner samt ett kanslihus, där den norra kasernen stod klar sommaren 1904, den östra kasernen stod klar 1905 och i januari 1906 var kanslihuset färdigt. Till den norra kasernen förlades regementets 1. bataljon, som var bataljonen från Smålands grenadjärkår. Till den östra kasernen förlades regementets 2. bataljon som var bataljonen från Blekinge bataljon. Kompanierna lades i nummerordning från bottenvåningen och uppåt. När kanslihuset var klart 1906, skedde en officiell invigning av kasernområdet då det även formellt överlämnades den 20 januari 1906. Underofficersmässen och beklädnadsförrådet flyttades från Bredåkra. År 1915 tillfördes kasernetablissementet två baracker från lägret vid Skillingaryds skjutfält för att klara förläggning av en ytterligare bataljon som skulle sättas upp vid regementet i överensstämmelse med 1914 års härordning. Barackerna ställdes upp på övre plan, det vill säga norr om det befintliga kasernetablissementet och kom under 1900-talets senare hälft utgöra skolbyggnad respektive filmsal/övningsförråd.
Efter att Karlskrona grenadjärregemente avvecklades 1927 kom kasernerna att användas av den detacherade bataljonen ur Kronobergs regemente och efter att bataljonen upplöstes i september 1939 kom kasernerna att hysa landstormsförband innan de övertogs av Karlskrona kustartilleriregemente (KA 2). År 1981 lämnades kasernerna som sedan såldes 1984 till Karlskrona kommun. Sedan 1989 är kasernområdet huvudcampus för Blekinge tekniska högskola.

## Förbandschefer
Förbandschefen titulerades detachementschef och hade tjänstegraden överstelöjtnant.

- 1928–1931: Swen Lagerberg
- 1931–1933: Georg Ahlström
- 1933–1936: Knut Harald Delin
- 1936–1937: Ivar Lindquist
- 1937–1939: Stellan d'Orchimont [d]

## Namn, beteckning och förläggningsort
| Kungl. Kronobergs regementes detachement i Karlskrona | 1928-01-01 | – | 1939-09-30 |

| I 11 K | 1928-01-01 | – | 1939-09-30 |

| Karlskrona garnison (F) | 1928-01-01 | – | 1939-09-30 |

## Galleri

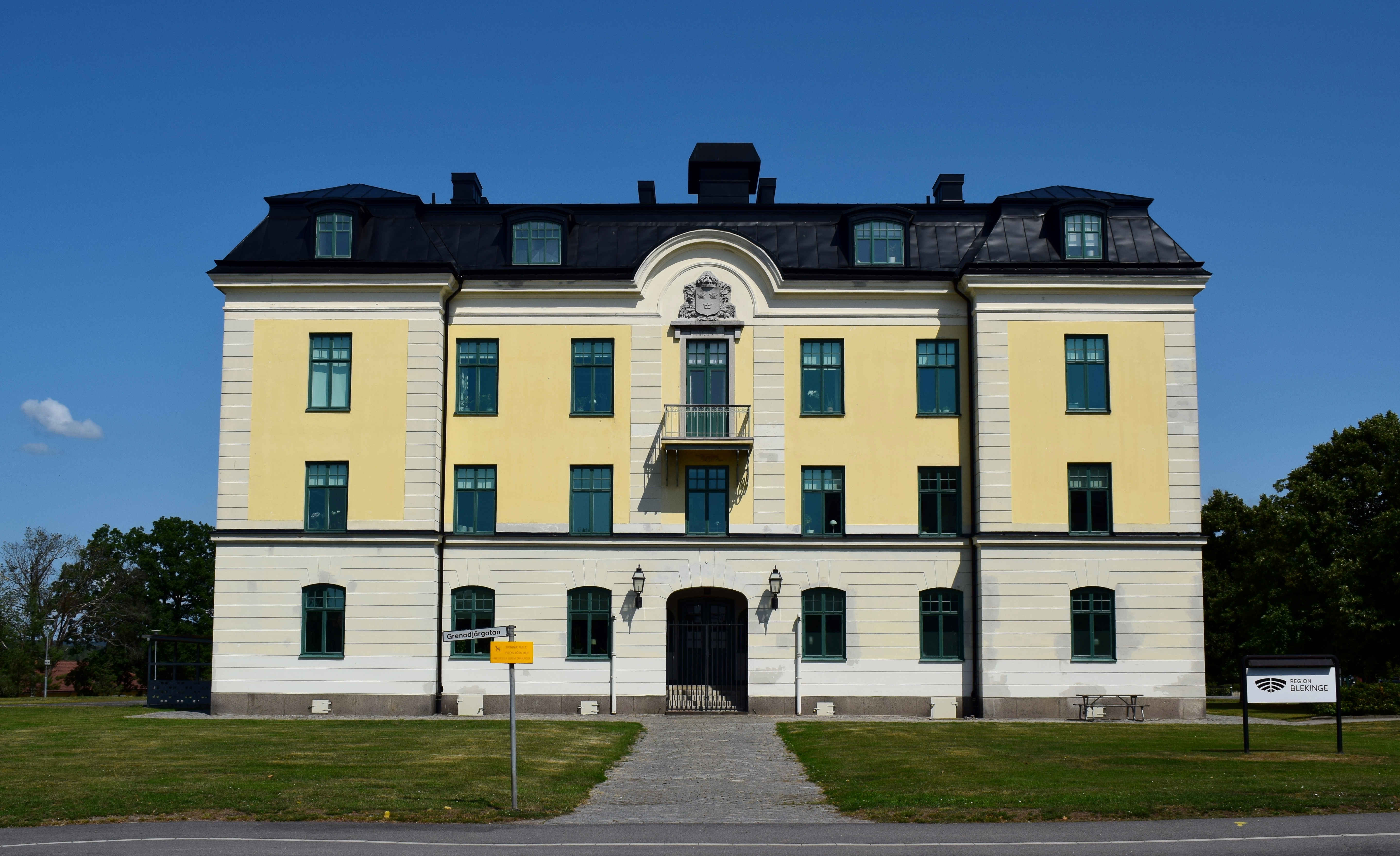
Kanslibyggnaden i Gräsvik.
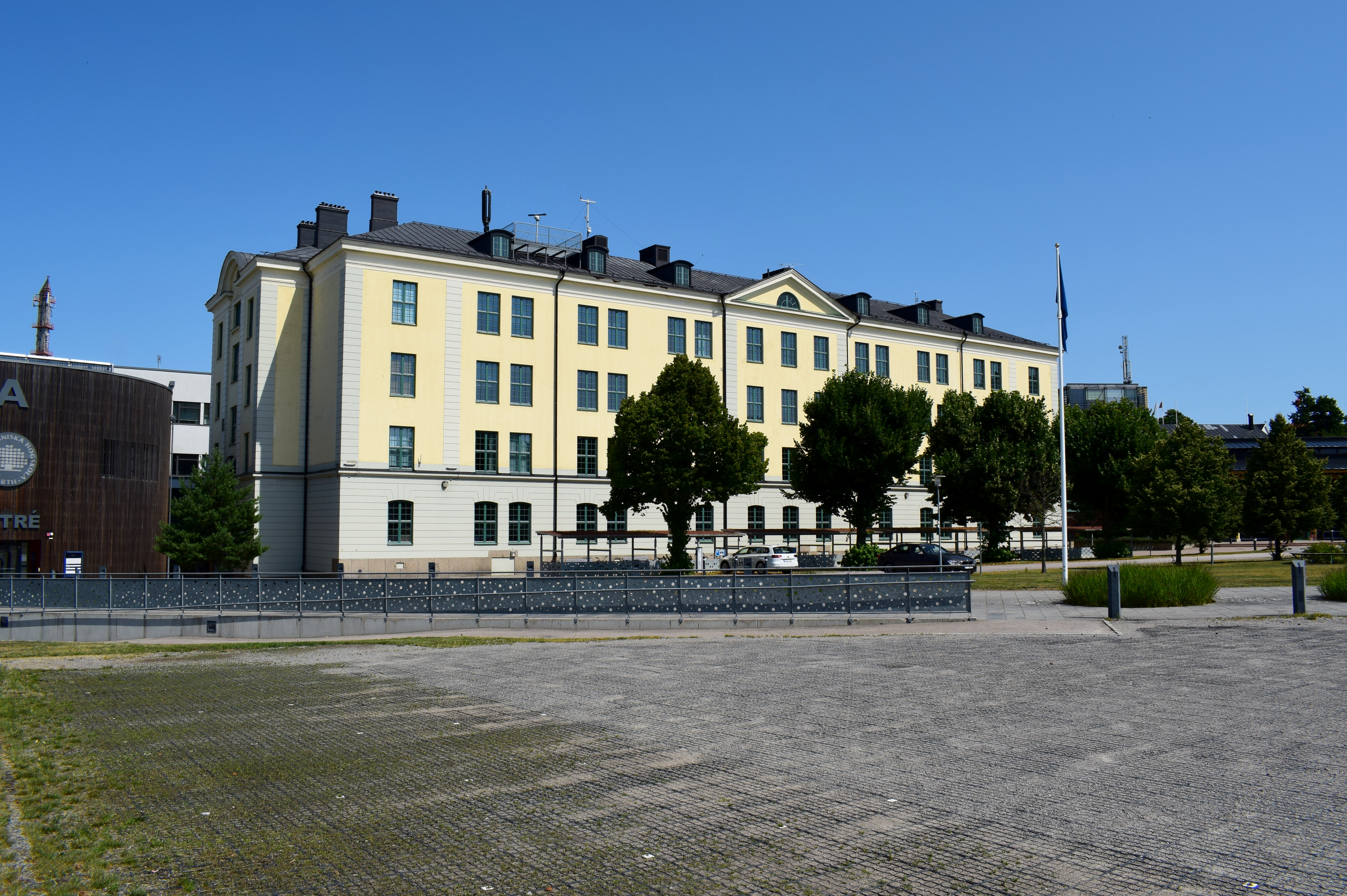
Norra kasernen i Gräsvik.
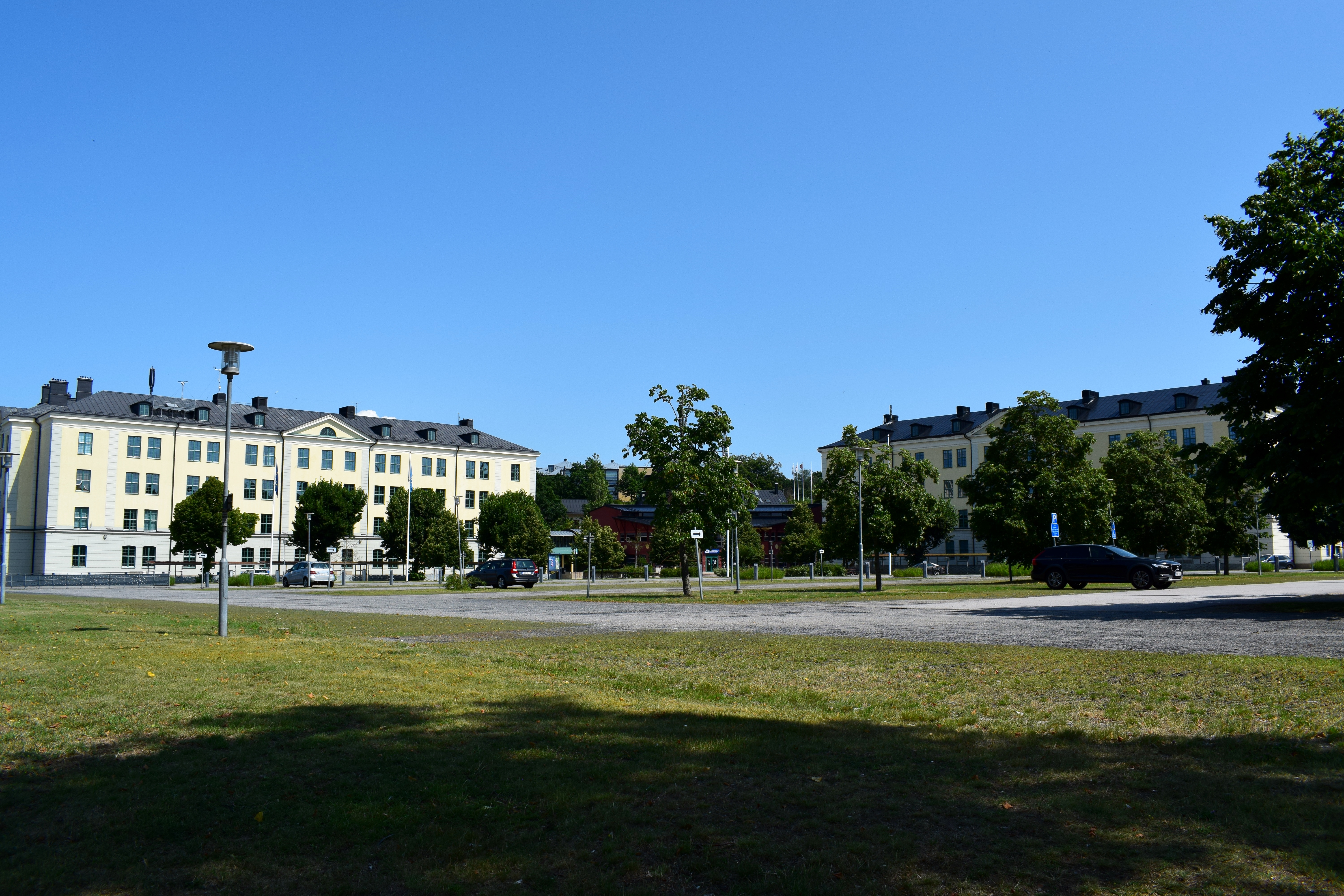
Norra och Östra kasernen i Gräsvik
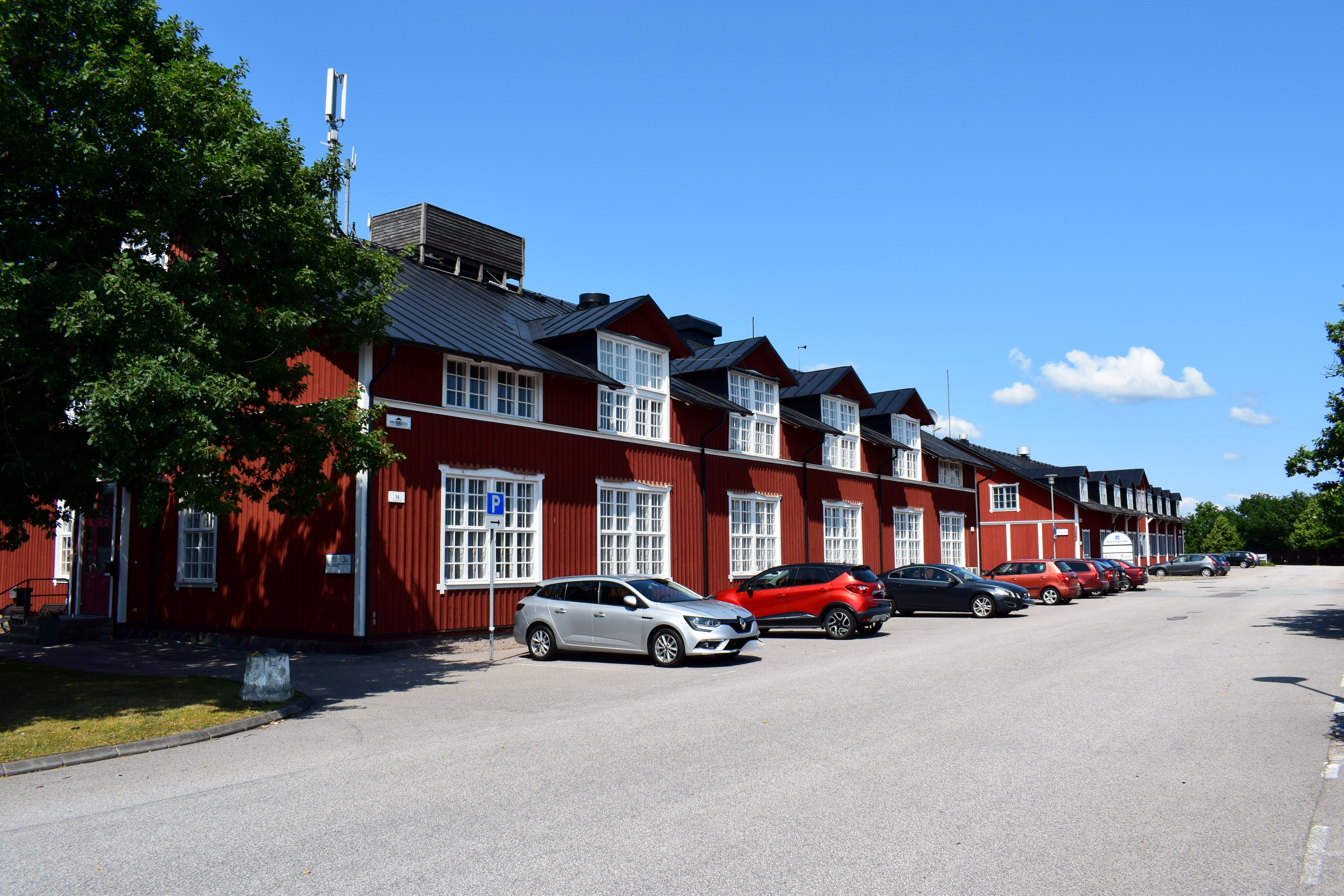
Lägerhyddor flyttade till Gräsvik från Skillingaryd.
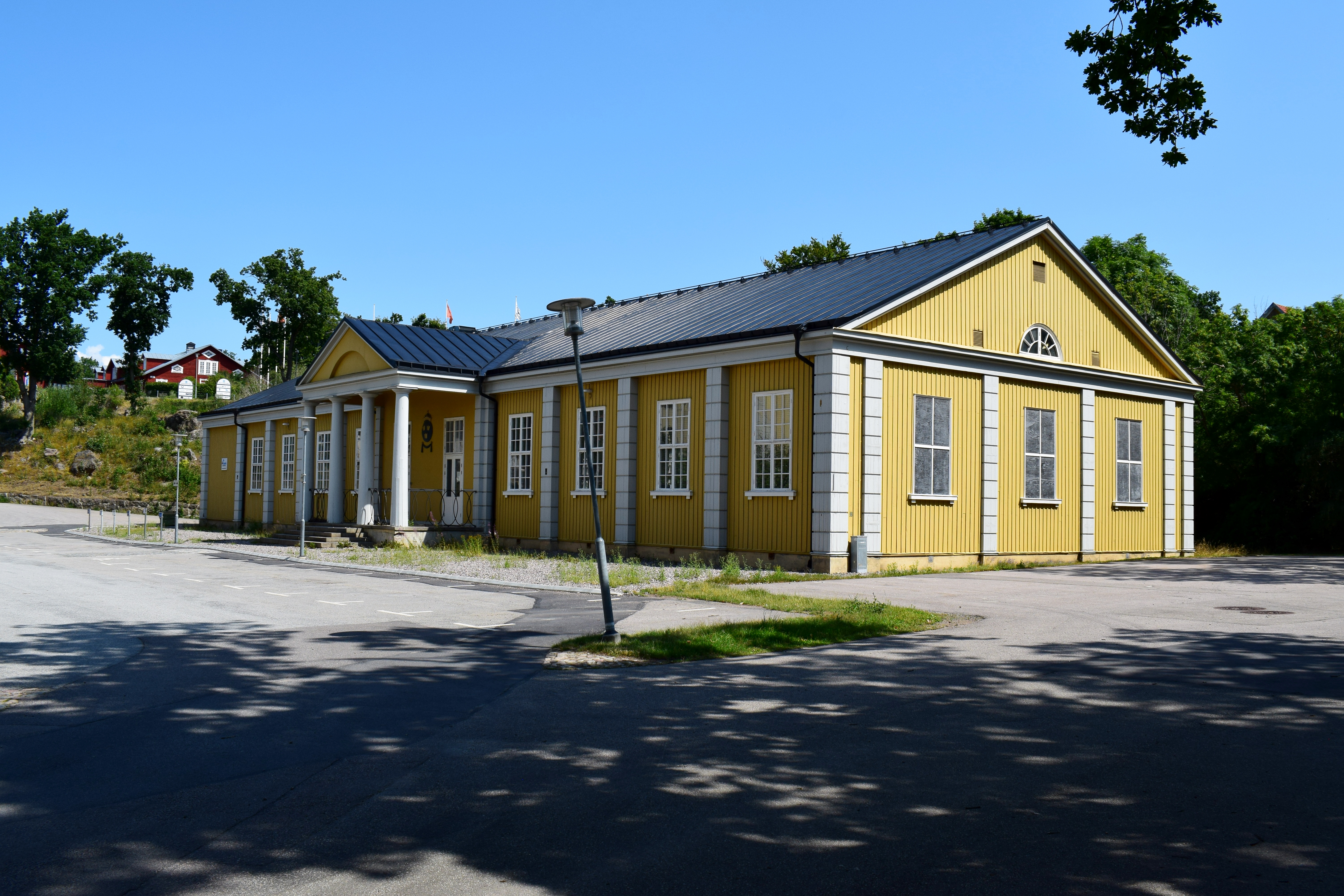
Underofficersmässen? i Gräsvik.
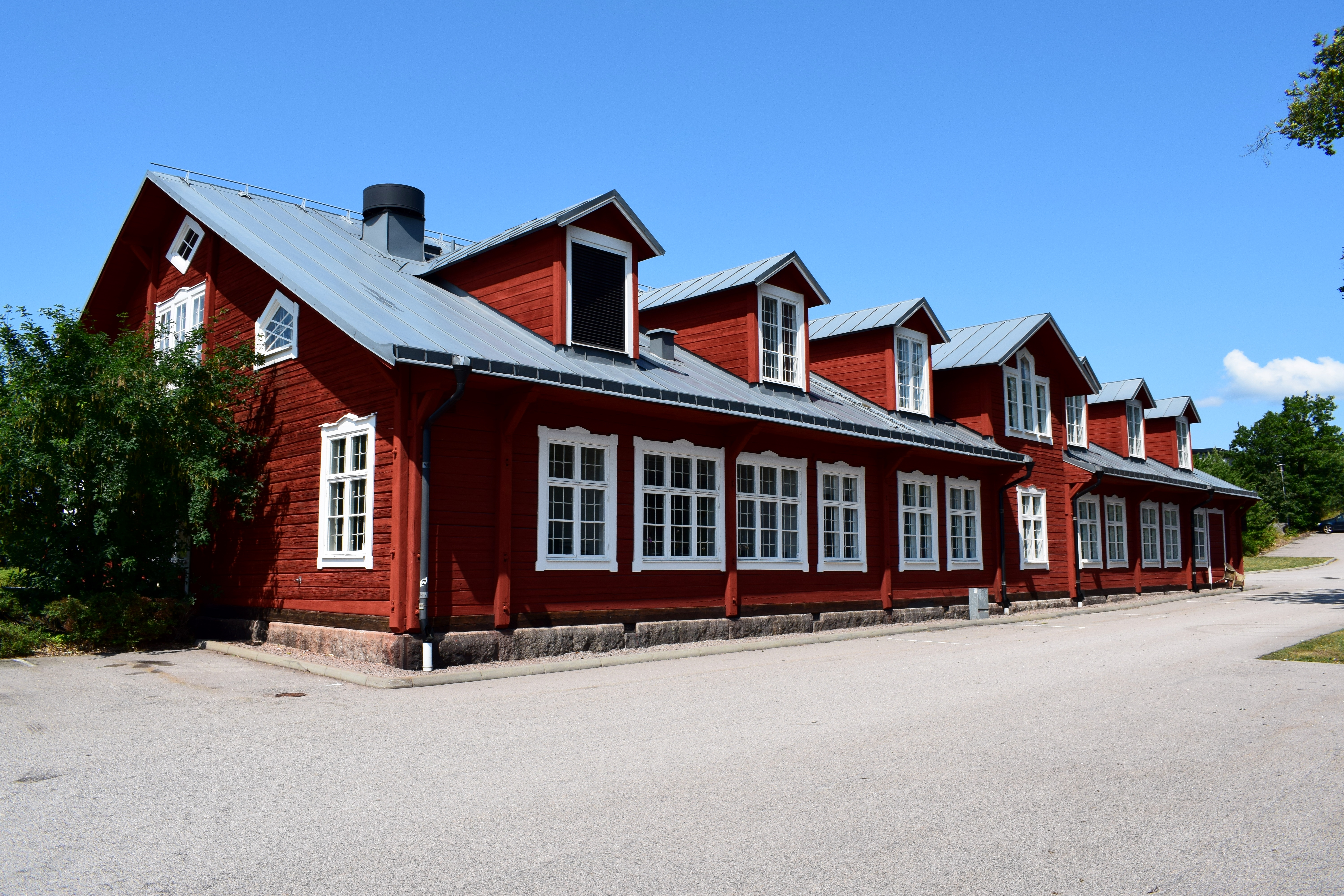
Lägerhydda i Gräsvik.
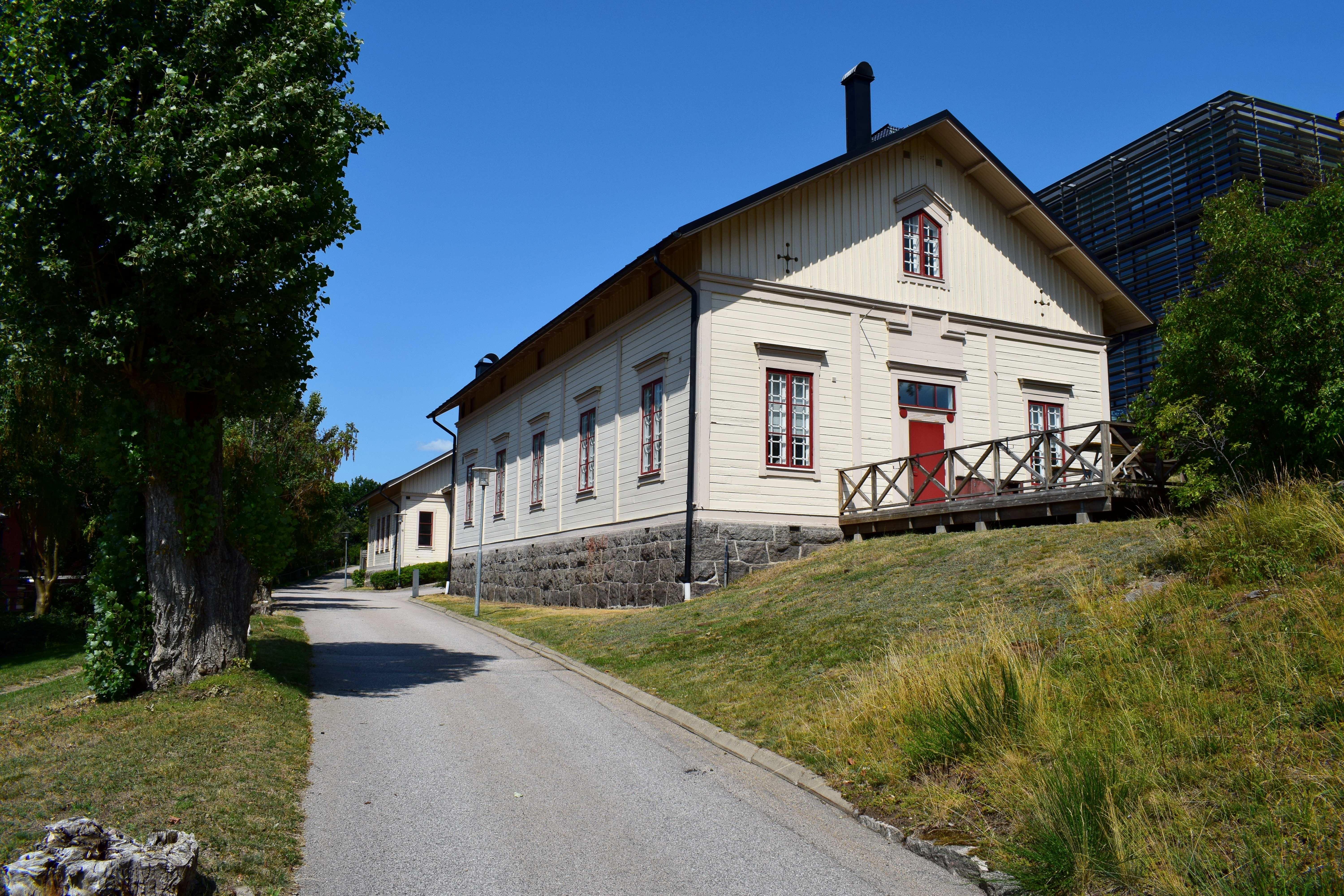
Byggnader (okänd funktion) i Gräsvik.
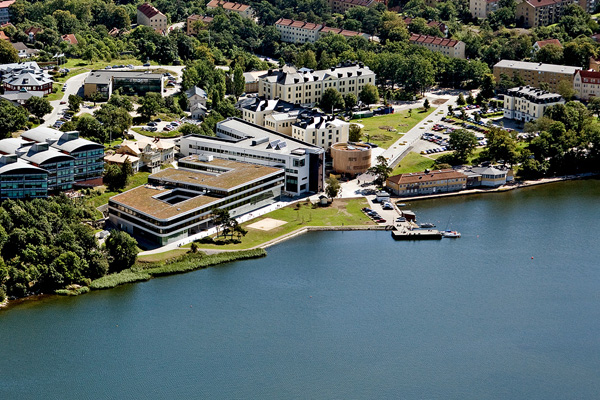
Karlskrona grenadjärregementes kasernetablissement, numera bland annat Blekinge tekniska högskolas Campus Gräsvik.
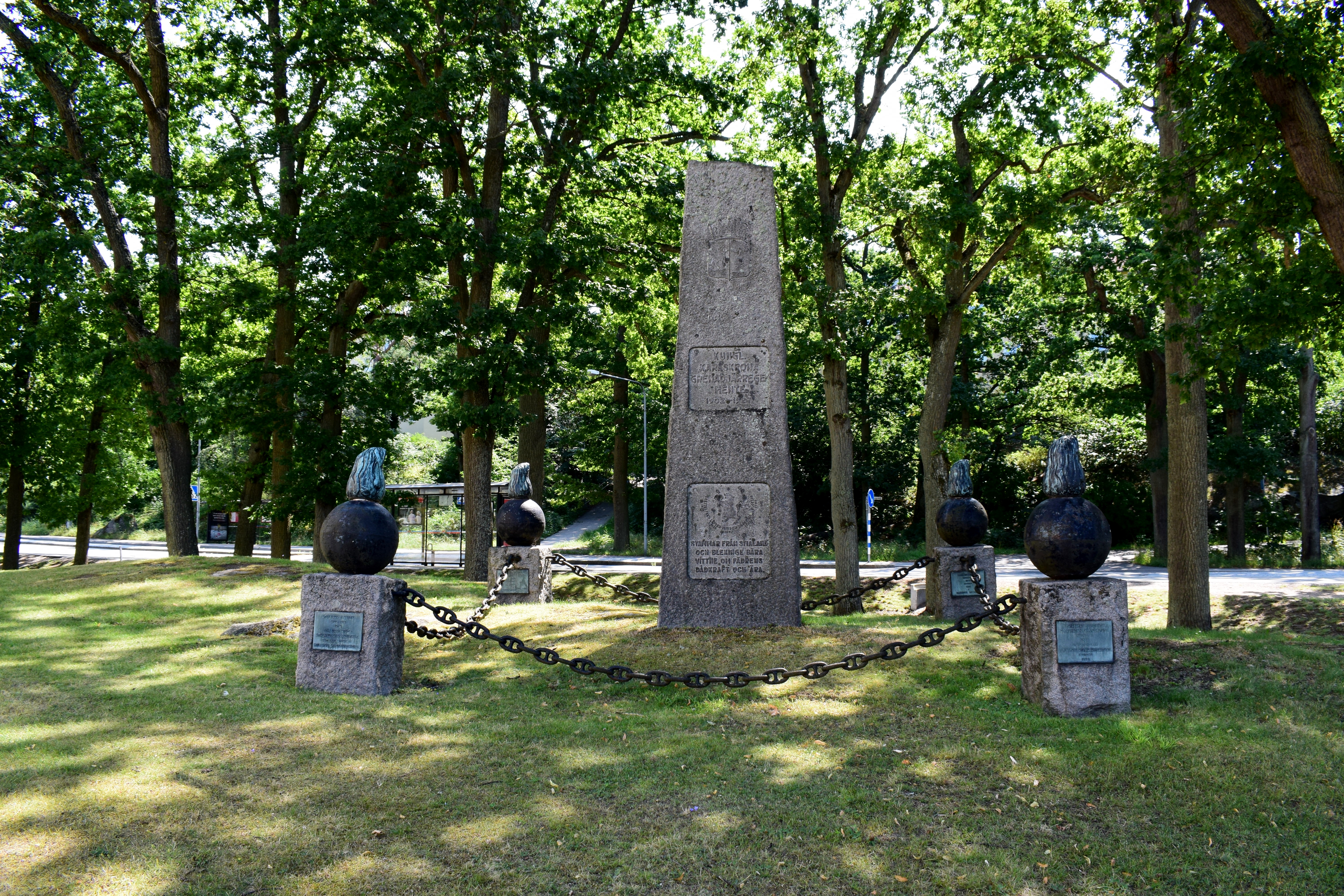
Minnessten över Karlskrona grenadjärregemente rest i Gräsvik.